# Hyper Hippo Productions
Hyper Hippo Productions là một công ty phát triển phần mềm và trò chơi video trực tuyến của Canada. Nó được đồng sáng lập bởi người sáng lập Club Penguin Lance Priebe  và Pascale Audette, một cựu nhân viên của Disney Online Studios Canada. Các trò chơi phổ biến nhất hiện nay của họ bao gồm AdVenture Capitalist và Wild Warfare, trong số nhiều trò chơi khác.

## Lịch sử
Hyper Hippo được thành lập bởi Lance Priebe và Pascale Audette vào cuối năm 2012. Mục đích ban đầu của nó là mở rộng quy mô của studio cũ của Priebe, RocketSnail Games, ngày nay được sử dụng làm studio cá nhân cho các dự án độc lập của Priebe. Hyper Hippo chính thức kế thừa tất cả các dự án của RocketSnail, bao gồm Mech ưMice và Leviathans Online.
Vào tháng 11 năm 2012, Catalyst Game Labs đã công bố hợp tác với Hyper Hippo để tạo ra Leviathans Online.  Sau đó, vào tháng 12 năm 2012, GeekDad của Wired cũng đã báo cáo về Catalyst Games và Hyper Hippo Games có thể hợp tác. Vào năm 2015, họ đã xuất bản một phiên bản cải tiến của trò chơi trình duyệt AdVenture Capitalist cho thiết bị di động.
Vào tháng 2 năm 2016, Jagex Limited đã công bố hợp tác với Hyper Hippo để tạo ra RuneScape: Idle Adventures  một bản spin-off của RuneScape được mô tả là một game nhập vai nhanh chóng được đưa vào những điều cơ bản mà nhân vật của bạn sẽ tiến triển trong thời gian thực. Vào ngày 1 tháng 9 năm 2016, bản beta truy cập sớm đã được phát hành thông qua Steam trên PC. Nó đã được lên kế hoạch để có sẵn trên máy tính bảng và điện thoại di động. Nó đã bị xóa khỏi Steam, tuy nhiên, vào ngày 15 tháng 5 năm 2017.